# Henrik Ullum
Henrik Ullum (født 20. marts 1966 i Frederikssund) er en dansk professor, og siden 1. december 2020 direktør for Statens Serum Institut.